# Campeonato Europeu de Futebol
O Campeonato da Europa de Futebol da UEFA (em inglês: UEFA European Football Championship), também conhecido como Eurocopa ou ainda Euro, é o principal campeonato de futebol entre as seleções masculinas dos países europeus pertencentes à UEFA. É o segundo torneio de futebol mais assistido do mundo, ficando atrás somente da Copa do Mundo FIFA. É realizado de quatro em quatro anos desde 1960, tendo sido originalmente chamado de Copa das Nações Europeias, mudando para seu nome atual em 1968. Desde 1996, os eventos individuais têm sido rotulados como "UEFA Euro [ano]".
Até 1976, apenas quatro seleções entravam na fase final do torneio. Em 1980, esse numero aumentou para oito e, a partir de 1996, dezesseis seleções passaram a jogar o torneio, aumentando esse número para vinte e quatro seleções participantes em 2016. Os competidores são escolhidos em uma série de jogos de qualificação: em 1960 e 1964 através de mata-matas; a partir de 1968 também foi incluída uma fase de grupos nas eliminatórias. O(s) país(es)-sede se classificam automaticamente.
A União Soviética ganhou a competição inaugural em 1960. A Espanha é a maior vencedora, com quatro títulos, a frente da Alemanha com três, e da França e Itália com duas conquistas cada. Essas quatro seleções são as únicas a vencerem mais de uma vez, enquanto outras seis seleções ganharam o torneio apenas uma vez.
O nome da taça entregue aos vencedores da competição é uma homenagem ao ex-secretário geral da UEFA, Henri Delaunay, que propôs, em 1927, a criação de uma competição entre seleções europeias para determinar a melhor do continente, mas só após a sua morte a ideia foi concretizada.
A primeira vez que as finais foram disputadas em mais de um país-sede foi o Euro 2000, sediado na Bélgica e Países Baixos (Holanda). Em 2008 o Campeonato Europeu de Futebol foi disputado na Áustria e Suíça. Em 2012, o torneio foi disputado também em dois países, Polónia e Ucrânia, que foram também os primeiros - e até agora os únicos - países que pertenceram ao antigo Bloco de Leste a receber o torneio desde a dissolução do mesmo, em 1991 (antes disto, a República Socialista Federativa da Ioguslávia havia recebido o torneio uma vez, em 1976).
Em 2012, o Comitê Executivo da UEFA aprovou a realização do Euro 2020 em vários países da Europa, em vez da prova se realizar apenas em um. A ideia tinha partido do então presidente da UEFA, Michel Platini, como forma de comemorar os 60 anos da competição. Por conta da pandemia do Coronavírus ( COVID-19 ) em 2020, o torneio foi adiado para o ano seguinte, 2021, mantendo o nome de Euro 2020.

## Campeões

### Por seleções
| Seleções      | Títulos                     | Vices                 | Semifinalistas                    |
| ------------- | --------------------------- | --------------------- | --------------------------------- |
| Espanha       | 4 (1964, 2008, 2012 e 2024) | 1 (1984)              | 1 (2020)                          |
| Alemanha      | 3 (1972, 1980 e 1996)       | 3 (1976, 1992 e 2008) | 3 (1988, 2012 e 2016)             |
| Itália        | 2 (1968 e 2020)             | 2 (2000 e 2012)       | 2 (1980 e 1988)                   |
| França        | 2 (1984 e 2000)             | 1 (2016)              | 3 (1960, 1996 e 2024)             |
| Rússia        | 1 (1960)                    | 3 (1964, 1972 e 1988) | 2 (1968 e 2008)                   |
| Tchéquia      | 1 (1976)                    | 1 (1996)              | 3 (1960, 1980 e 2004)             |
| Portugal      | 1 (2016)                    | 1 (2004)              | 3 (1984, 2000 e 2012)             |
| Países Baixos | 1 (1988)                    | —                     | 5 (1976, 1992, 2000, 2004 e 2024) |
| Dinamarca     | 1 (1992)                    | —                     | 3 (1964, 1984 e 2020)             |
| Grécia        | 1 (2004)                    | —                     | —                                 |
| Inglaterra    | —                           | 2 (2020 e 2024)       | 2 (1968 e 1996)                   |
| Sérvia        | —                           | 2 (1960 e 1968)       | 1 (1976)                          |
| Bélgica       | —                           | 1 (1980)              | 1 (1972)                          |
| Hungria       | —                           | —                     | 2 (1964 e 1972)                   |
| Suécia        | —                           | —                     | 1 (1992)                          |
| Turquia       | —                           | —                     | 1 (2008)                          |
| País de Gales | —                           | —                     | 1 (2016)                          |

## Desempenho da equipa anfitriã
| Ano  | Anfitrião             | Resultado             |
| ---- | --------------------- | --------------------- |
| 1960 | França                | 4º lugar              |
| 1964 | Espanha               | Campeã                |
| 1968 | Itália                | Campeã                |
| 1972 | Bélgica               | 3º lugar              |
| 1976 | Iugoslávia            | 4º lugar              |
| 1980 | Itália                | 4º lugar              |
| 1984 | França                | Campeã                |
| 1988 | Alemanha              | Semifinalista         |
| 1992 | Suécia                | Semifinalista         |
| 1996 | Inglaterra            | Semifinalista         |
| 2000 | Países Baixos Bélgica | Semifinalista 1ª fase |
| 2004 | Portugal              | Vice-campeã           |
| 2008 | Áustria Suíça         | 1ª fase               |
| 2012 | Polónia Ucrânia       | 1ª fase               |
| 2016 | França                | Vice-campeã           |
| 2024 | Alemanha              | Quartos-de-final      |

## Recordes individuais
Tabela com os principais recordes da competição por jogadores.
| Recorde                                            | Jogador           | Seleção            | Total |
| -------------------------------------------------- | ----------------- | ------------------ | ----- |
| Maior goleador                                     | Cristiano Ronaldo | Portugal           | 14    |
| Mais assistências                                  | Cristiano Ronaldo | Portugal           | 9     |
| Mais participações diretas em golos                | Cristiano Ronaldo | Portugal           | 23    |
| Maior goleador (incluindo qualificação)            | Cristiano Ronaldo | Portugal           | 55    |
| Maior goleador em edições                          | Cristiano Ronaldo | Portugal           | 2     |
| Mais golos em uma única edição                     | Michel Platini    | França             | 9     |
| Mais golos em fase de eliminação                   | Gerd Müller       | Alemanha Ocidental | 8     |
| Mais golos em fase de eliminação numa única edição | Gerd Müller       | Alemanha Ocidental | 4     |
| Mais hat-tricks                                    | Michel Platini    | França             | 2     |
| Mais edições disputadas                            | Cristiano Ronaldo | Portugal           | 6     |
| Mais jogos disputados                              | Cristiano Ronaldo | Portugal           | 30    |
| Mais vitórias                                      | Cristiano Ronaldo | Portugal           | 14    |
| Mais prémios de melhor jogador em campo (MOTM)     | Cristiano Ronaldo | Portugal           | 6     |
| Mais prémios de melhor jogador em campo (MOTM)     | Andrés Iniesta    | Espanha            | 6     |

### Maiores goleadores
| Pos. | Jogador             | Seleção       | Golos | Jogos | Média | Torneios                           |
| ---- | ------------------- | ------------- | ----- | ----- | ----- | ---------------------------------- |
| 1    | Cristiano Ronaldo   | Portugal      | 14    | 30    | 0,47  | 2004, 2008, 2012, 2016, 2020, 2024 |
| 2    | Michel Platini      | França        | 9     | 5     | 1,89  | 1984                               |
| 3    | Alan Shearer        | Inglaterra    | 7     | 9     | 0,78  | 1992, 1996, 2000                   |
| 3    | Antoine Griezmann   | França        | 7     | 10    | 0,70  | 2016, 2020, 2024                   |
| 5    | Ruud van Nistelrooy | Países Baixos | 6     | 8     | 0,75  | 2004, 2008                         |
| 5    | Patrick Kluivert    | Países Baixos | 6     | 9     | 0,67  | 1996, 2000                         |
| 5    | Wayne Rooney        | Inglaterra    | 6     | 10    | 0,60  | 2004, 2012, 2016                   |
| 5    | Romelu Lukaku       | Bélgica       | 6     | 10    | 0,60  | 2016, 2020, 2024                   |
| 5    | Álvaro Morata       | Espanha       | 6     | 10    | 0,60  | 2016, 2020, 2024                   |
| 5    | Thierry Henry       | França        | 6     | 11    | 0,55  | 2000, 2004, 2008                   |
| 5    | Zlatan Ibrahimović  | Suécia        | 6     | 13    | 0,46  | 2004, 2008, 2012, 2016             |
| 5    | Nuno Gomes          | Portugal      | 6     | 14    | 0,43  | 2000, 2004, 2008                   |
| 13   | Savo Milošević      | Iugoslávia    | 5     | 4     | 1,25  | 2000                               |
| 13   | Patrik Schick       | Tchéquia      | 5     | 5     | 1     | 2020                               |
| 13   | Marco van Basten    | Países Baixos | 5     | 9     | 0,56  | 1988, 1992                         |
| 13   | Robert Lewandowski  | Polónia       | 5     | 11    | 0,45  | 2012, 2016, 2020, 2024             |
| 13   | Milan Baroš         | Tchéquia      | 5     | 11    | 0,45  | 2004, 2008, 2012                   |
| 13   | Mario Gómez         | Alemanha      | 5     | 13    | 0,38  | 2008, 2012, 2016                   |
| 13   | Jürgen Klinsmann    | Alemanha      | 5     | 13    | 0,38  | 1988, 1992, 1996                   |
| 13   | Fernando Torres     | Espanha       | 5     | 13    | 0,38  | 2004, 2008, 2012                   |
| 13   | Zinedine Zidane     | França        | 5     | 14    | 0,36  | 1996, 2000, 2004                   |

### Jogadores que participaram em mais edições
| Total | Nome                   | Edições (Jogos)                                            |
| ----- | ---------------------- | ---------------------------------------------------------- |
| 6     | Cristiano Ronaldo      | 2004 (6), 2008 (3), 2012 (5), 2016 (7), 2020 (4), 2024 (5) |
| 4     | Peter Schmeichel       | 1988 (2), 1992 (5), 1996 (3), 2000 (3)                     |
| 4     | Lothar Matthäus        | 1988 (1), 1992 (3), 1996 (4), 2000 (3)                     |
| 4     | Lilian Thuram          | 1996 (5), 2000 (5), 2004 (4), 2008 (2)                     |
| 4     | Edwin van der Sar      | 1996 (4), 2000 (4), 2004 (5), 2008 (3)                     |
| 4     | Alessandro Del Piero   | 1996 (1), 2000 (6), 2004 (3), 2008 (3)                     |
| 4     | Olof Mellberg          | 2000 (3), 2004 (4), 2008 (3), 2012 (3)                     |
| 4     | Tomáš Rosický          | 2000 (2), 2004 (4), 2012 (2), 2016 (2)                     |
| 4     | Bastian Schweinsteiger | 2004 (3), 2008 (5), 2012 (5), 2016 (5)                     |
| 4     | Petr Čech              | 2004 (4), 2008 (3), 2012 (4), 2016 (3)                     |
| 4     | Andreas Isaksson       | 2004 (4), 2008 (3), 2012 (3), 2016 (3)                     |
| 4     | Zlatan Ibrahimovic     | 2004 (4), 2008 (3), 2012 (3), 2016 (3)                     |
| 4     | Kim Källström          | 2004 (4), 2008 (2), 2012 (3), 2016 (3)                     |
| 4     | Gianluigi Buffon       | 2004 (3), 2008 (4), 2012 (6), 2016 (4)                     |
| 4     | Darijo Srna            | 2004 (2), 2008 (3), 2012 (3), 2016 (4)                     |
| 4     | Lukas Podolski         | 2004 (1), 2008 (6), 2012 (4), 2016 (1)                     |
| 4     | Jaroslav Plašil        | 2004 (1), 2008 (3), 2012 (4), 2016 (3)                     |
| 4     | Giorgio Chiellini      | 2008 (3), 2012 (5), 2016 (4), 2020 (5)                     |

### Maior número de jogos disputados
| Pos. | Jogador                | Partidas | Edições (Jogos)                                            |
| ---- | ---------------------- | -------- | ---------------------------------------------------------- |
| 1    | Cristiano Ronaldo      | 30       | 2004 (6), 2008 (3), 2012 (5), 2016 (7), 2020 (4), 2024 (5) |
| 2    | Pepe                   | 23       | 2008 (4), 2012 (5), 2016 (6), 2020 (3), 2024 (5)           |
| 3    | Bastian Schweinsteiger | 18       | 2004 (3), 2008 (5), 2012 (5), 2016 (5)                     |
| 4    | Gianluigi Buffon       | 17       | 2004 (3), 2008 (4), 2012 (6), 2016 (4)                     |
| 4    | Giorgio Chiellini      | 17       | 2008 (3), 2012 (5), 2016 (4), 2020 (5)                     |
| 6    | Lilian Thuram          | 16       | 1996 (5), 2000 (5), 2004 (4), 2008 (2)                     |
| 6    | Edwin van der Sar      | 16       | 1996 (4), 2000 (4), 2004 (5), 2008 (3)                     |
| 6    | Andrés Iniesta         | 16       | 2008 (6), 2012 (6), 2016 (4)                               |
| 6    | Cesc Fàbregas          | 16       | 2008 (6), 2012 (6), 2016 (4)                               |
| 10   | David Silva            | 15       | 2008 (5), 2012 (6), 2016 (4)                               |
| 10   | Sergio Ramos           | 15       | 2008 (5), 2012 (6), 2016 (4)                               |
| 10   | João Moutinho          | 15       | 2008 (4), 2012 (5), 2016 (6)                               |
| 10   | Nani                   | 15       | 2008 (3), 2012 (5), 2016 (7)                               |
| 14   | Karel Poborský         | 14       | 1996 (6), 2000 (3), 2004 (5)                               |
| 14   | Zinédine Zidane        | 14       | 1996 (5), 2000 (5), 2004 (4)                               |
| 14   | Luís Figo              | 14       | 1996 (4), 2000 (4), 2004 (6)                               |
| 14   | Nuno Gomes             | 14       | 2000 (5), 2004 (6), 2008 (3)                               |
| 14   | Petr Čech              | 14       | 2004 (4), 2008 (3), 2012 (4), 2016 (3)                     |
| 14   | Philipp Lahm           | 14       | 2004 (3), 2008 (6), 2012 (5)                               |
| 14   | Iker Casillas          | 14       | 2004 (3), 2008 (5), 2012 (6)                               |
| 21   | Jürgen Klinsmann       | 13       | 1988 (4), 1992 (5), 1996 (4)                               |
| 21   | Paolo Maldini          | 13       | 1988 (4), 1996 (3), 2000 (6)                               |
| 21   | Peter Schmeichel       | 13       | 1988 (2), 1992 (5), 1996 (3), 2000 (3)                     |
| 21   | Thomas Häßler          | 13       | 1992 (5), 1996 (6), 2000 (2)                               |
| 21   | Dennis Bergkamp        | 13       | 1992 (4), 1996 (4), 2000 (5)                               |
| 21   | Laurent Blanc          | 13       | 1992 (3), 1996 (5), 2000 (5)                               |
| 21   | Didier Deschamps       | 13       | 1992 (3), 1996 (4), 2000 (6)                               |
| 21   | Phillip Cocu           | 13       | 1996 (3), 2000 (5), 2004 (5)                               |
| 21   | Alessandro Del Piero   | 13       | 1996 (1), 2000 (6), 2004 (3), 2008 (3)                     |
| 21   | Olof Mellberg          | 13       | 2000 (3), 2004 (4), 2008 (3), 2012 (3)                     |
| 21   | Kostas Katsouranis     | 13       | 2004 (6), 2008 (3), 2012 (4)                               |
| 21   | Andreas Isaksson       | 13       | 2004 (4), 2008 (3), 2012 (3), 2016 (3)                     |
| 21   | Zlatan Ibrahimovic     | 13       | 2004 (4), 2008 (3), 2012 (3), 2016 (3)                     |
| 21   | Fernando Torres        | 13       | 2004 (3), 2008 (5), 2012 (5)                               |
| 21   | Antonio Cassano        | 13       | 2004 (3), 2008 (4), 2012 (6)                               |
| 21   | Miroslav Klose         | 13       | 2004 (2), 2008 (6), 2012 (5)                               |
| 21   | Mario Gómez            | 13       | 2008 (4), 2012 (5), 2016 (4)                               |

## Treinadores e capitães campeões
| Ano  | Seleção            | Treinador              | Capitão             |
| ---- | ------------------ | ---------------------- | ------------------- |
| 1960 | União Soviética    | Gavriil Kachalin       | Igor Netto          |
| 1964 | Espanha            | José Villalonga        | Fernando Olivella   |
| 1968 | Itália             | Ferruccio Valcareggi   | Giacinto Facchetti  |
| 1972 | Alemanha Ocidental | Helmut Schön           | Franz Beckenbauer   |
| 1976 | Tchecoslováquia    | Václav Ježek           | Anton Ondruš        |
| 1980 | Alemanha Ocidental | Jupp Derwall           | Bernard Dietz       |
| 1984 | França             | Michel Hidalgo         | Michel Platini      |
| 1988 | Países Baixos      | Rinus Michels          | Ruud Gullit         |
| 1992 | Dinamarca          | Richard Møller Nielsen | Lars Olsen          |
| 1996 | Alemanha           | Berti Vogts            | Jürgen Klinsmann    |
| 2000 | França             | Roger Lemerre          | Didier Deschamps    |
| 2004 | Grécia             | Otto Rehhagel          | Theodoros Zagorakis |
| 2008 | Espanha            | Luis Aragonés          | Iker Casillas       |
| 2012 | Espanha            | Vicente Del Bosque     | Iker Casillas       |
| 2016 | Portugal           | Fernando Santos        | Cristiano Ronaldo   |
| 2020 | Itália             | Roberto Mancini        | Giorgio Chiellini   |
| 2024 | Espanha            | Luis de la Fuente      | Álvaro Morata       |

## Mascote
Todas as edições do Campeonato Europeu de Futebol, desde 1980, tiveram a sua mascote.
Os mascotes da edição de 1980 aprovadas até à data foram:
- Itália 1980: Pinocchio, inspirado no personagem homônimo de Carlo Collodi, com o nariz pintado com as cores da bandeira italiana;
- França 1984: Peno, um galo vestido de uniforme branco com as cores da França;
- Alemanha Ocidental 1988: Berni, um coelho de cabelo castanho escuro, vestindo um uniforme com as cores da Alemanha;
- Suécia 1992: Rabbit, um coelho do cabelo castanho claro, vestindo um uniforme com as cores da Suécia;
- Inglaterra 1996: Goaliath, um leão vestido com o uniforme da Inglaterra;
- Bélgica/Países Baixos 2000: Benelucky, um leão-diabo com uma juba pintada com as cores da bandeira belga e a bandeira dos Países Baixos;
- Portugal 2004: Kinas, um menino vestido com o uniforme de Portugal, cujo nome lembra o escudo que adorna a bandeira lusitana;
- Áustria/Suíça 2008: Trix e Flix, dois meninos gêmeos vestidos com os uniformes da Áustria e Suíça.
- Polónia/Ucrânia 2012: Slavko e Slawek, gêmeos punk com os uniformes de Polônia e Ucrânia.
- França 2016: Super Victor, um garoto com super-poderes após encontrar uma capa mágica, chuteiras e ainda uma bola oficial do Euro 2016.
- Europa 2020: Skillzy, inspirado na cultura do futebol "freestyle e de rua", o menino freestyle Skillzy sem querer participou de um concurso de talentos e com seus truques e movimentos com a bola impressionou os jurados e foi escolhido o mascote da Euro 2020.
- Alemanha 2024: Albärt, "Bär" significa urso em alemão, este mascote é uma homenagem aos ursos de peluche. Com certeza vai conquistar crianças e adultos.

## Estatísticas gerais

### Torneios
| Pos. | Seleção            | Títulos | Vices | Semifinalista | Participações | Jogos | Vitórias | Empates | Derrotas | Sede  |
| ---- | ------------------ | ------- | ----- | ------------- | ------------- | ----- | -------- | ------- | -------- | ----- |
| 1    | Espanha            | 4       | 1     | 5             | 11            | 46    | 21       | 15      | 10       | 1     |
| 2    | Alemanha           | 3       | 3     | 9             | 13            | 53    | 27       | 13      | 13       | 1     |
| 3    | Itália             | 2       | 2     | 6             | 10            | 44    | 17       | 6       | 2        |       |
| 4    | França             | 2       | 1     | 5             | 10            | 43    | 12       | 10      | 3        |       |
| 5    | Rússia             | 1       | 3     | 6             | 12            | 36    | 13       | 7       | 16       | 0     |
| 6    | Tchéquia           | 1       | 1     | 5             | 10            | 36    | 15       | 7       | 14       | 0     |
| 7    | Portugal           | 1       | 1     | 5             | 8             | 39    | 19       | 10      | 10       | 1     |
| 8    | Países Baixos      | 1       | 0     | 5             | 10            | 39    | 20       | 8       | 11       | ½     |
| 9    | Dinamarca          | 1       | 0     | 4             | 9             | 33    | 10       | 6       | 17       | 0     |
| 10   | Grécia             | 1       | 0     | 1             | 4             | 16    | 5        | 3       | 8        | 0     |
| 11   | Sérvia             | 0       | 2     | 3             | 5             | 14    | 3        | 2       | 9        | 1     |
| 12   | Inglaterra         | 0       | 1     | 3             | 10            | 37    | 15       | 12      | 10       | 1     |
| 13   | Bélgica            | 0       | 1     | 2             | 6             | 22    | 11       | 2       | 9        | 1 + ½ |
| 14   | Hungria            | 0       | 0     | 2             | 3             | 11    | 2        | 4       | 5        | 0     |
| 15   | Suécia             | 0       | 0     | 1             | 7             | 20    | 5        | 6       | 9        | 1     |
| 16   | Turquia            | 0       | 0     | 1             | 5             | 18    | 4        | 2       | 12       | 0     |
| 17   | País de Gales      | 0       | 0     | 1             | 2             | 10    | 5        | 1       | 4        | 0     |
| 18   | Croácia            | 0       | 0     | 0             | 6             | 22    | 9        | 6       | 7        | 0     |
| 19   | Suíça              | 0       | 0     | 0             | 5             | 18    | 3        | 8       | 7        | ½     |
| 20   | Romênia            | 0       | 0     | 0             | 5             | 16    | 1        | 5       | 10       | 0     |
| 21   | Polónia            | 0       | 0     | 0             | 4             | 14    | 2        | 7       | 5        | ½     |
| 22   | Ucrânia            | 0       | 0     | 0             | 3             | 10    | 3        | 0       | 7        | ½     |
| 23   | Irlanda            | 0       | 0     | 0             | 3             | 10    | 2        | 2       | 6        | 0     |
| 24   | Áustria            | 0       | 0     | 0             | 3             | 10    | 2        | 2       | 6        | ½     |
| 25   | Escócia            | 0       | 0     | 0             | 3             | 9     | 2        | 2       | 5        | 0     |
| 26   | Eslováquia         | 0       | 0     | 0             | 2             | 7     | 2        | 1       | 4        | 0     |
| 27   | Bulgária           | 0       | 0     | 0             | 2             | 6     | 1        | 1       | 4        | 0     |
| 28   | Islândia           | 0       | 0     | 0             | 1             | 5     | 2        | 2       | 1        | 0     |
| 29   | Irlanda do Norte   | 0       | 0     | 0             | 1             | 4     | 1        | 0       | 3        | 0     |
| 30   | Noruega            | 0       | 0     | 0             | 1             | 3     | 1        | 1       | 1        | 0     |
| 31   | Albânia            | 0       | 0     | 0             | 1             | 3     | 1        | 0       | 2        | 0     |
| 32   | Finlândia          | 0       | 0     | 0             | 1             | 3     | 1        | 0       | 2        | 0     |
| 33   | Eslovênia          | 0       | 0     | 0             | 1             | 3     | 0        | 2       | 1        | 0     |
| 34   | Letónia            | 0       | 0     | 0             | 1             | 3     | 0        | 1       | 2        | 0     |
| 35   | Macedônia do Norte | 0       | 0     | 0             | 1             | 3     | 0        | 0       | 3        | 0     |